# Перетти, Лючия
Лючия Перетти (итал. Lucia Peretti; 24 ноября 1990, Сондало, провинция Сондрио) — итальянская конькобежка, специализирующаяся в шорт-треке, бронзовый призёр олимпийских игр 2014 года, серебряный призёр олимпийских игр 2018 года.

## Биография
Лючия Перетти начала кататься на коньках в 10 лет, когда ее школа организовывала занятия по шорт-треку на местном катке. Заниматься конькобежным спортом начала в клубе Bormio Ghiaccio в 12 лет. В январе 2008 года на юниорском чемпионате мира в Больцано завоевала серебро в эстафете, в общем зачёте заняла 27-е место., после чего была приглашена в сборную Италии на чемпионат Европы в Вентспилсе, где в эстафете заняла 6-е место, а в марте на командном чемпионате мира в Пекине с командой дошли до 5-го места.
В октябре стартовала на Кубке мира, но высоких результатов не показала, а в январе 2009 года на чемпионате мира среди юниоров в Шербруке выиграла золотую медаль в эстафетной гонке. На европейском чемпионате в эстафете и на командном чемпионате мира была 5-й. В 2010 году прошла отбор для участия в Олимпийских играх в Ванкувере, на которых заняла итоговое 6-е место в эстафетном заезде.. В том же году в составе сборной Италии заняла третье место на командном чемпионате мира в Бормио.
На чемпионате Европы в Херенвене Перетти впервые выиграла бронзовую медаль в эстафетной гонке. В 2013 году в составе итальянской эстафеты стала 8-й на чемпионате Европы и 5-й на мировом первенстве. В феврале 2014 года на Олимпийских играх в Сочи, в составе эстафетной команды, выиграла бронзовые награды в эстафетном заезде пропустив вперед сборные Южной Кореи и Канады. В марте на чемпионате мира в Монреале с партнёршами выиграла третье место в эстафете.
В январе 2015 года на очередном чемпионате Европы в Дордрехте заняла 11-е место в общем зачёте и 4-е в эстафете, а весной на чемпионате мира в Москве вновь заняла третье место в эстафете. Осенью 2015 года она поступила в армейский спортивный центр в звании капрала. В январе 2016 года Перетти выиграла в составе эстафетной команды на чемпионате Европы в Сочи, а в феврале на Кубке мира в составе эстафеты выиграла два золота в Дрездене и Дордрехте.
На чемпионате мира 2016 года в марте она стала 17-й в многоборье и заняла в составе эстафеты 5-е место. Через год на чемпионате Европы в Турине она провела лучшие свои гонки. Сначала выиграла свою первую индивидуальную  бронзовую медаль в беге на 1500 метров, а следом с командой выиграла золотую в эстафете и заняла общее 5-е место в личном зачёте. Уже в феврале на этапе Кубка мира в Минске завоевала бронзу на дистанции 1500 м и серебро в эстафете.
В марте 2017 на чемпионате мира в Роттердаме заняла 35-е место в личном зачёте. В ноябре на Кубке мира в Шанхае заняла 3-е место в эстафете, в начале 2018 года в эстафете стала 5-й на чемпионате Европы в Дрездене. В феврале на Олимпийских играх в Пхёнчхане в беге на 500 м она заняла 27-е место, а в эстафете выиграла серебряную медаль в составе Арианны Фонтаны, Синтии Машитто и Мартины Вальчепины.
В марте 2018 на чемпионате мира в Монреале в том же составе заняла 4-е место в эстафетной гонке. Ещё через год в марте 2019 года на чемпионате мира в Софии итальянская команда заняла 8-е место в эстафете и в беге на 500 м заняла 18-е место. В сезоне 2019/20 Перетти участвовала на Кубке мира до февраля 2020 года, после чего все соревнования отменили из-за пандемии коронавируса.

## Личная жизнь
Лючия Перетти замужем за Николой Родигари, бывшего шорт-трекиста международного класса. У них есть дочь Бьянка.
В 2019 году она получила Золотую медаль за спортивную доблесть от Итальянского национального олимпийского комитета [CONI]

## Лучшие результаты в отдельных дисциплинах шорт-трека
- 500 метров — 45.006 (2013)
- 1000 метров — 1:31.305 (2008)
- 1500 метров — 2:22.028 (2013)
- 3000 метров — 5:07.236 (2010)[3]